# Casa di Gavio Rufo

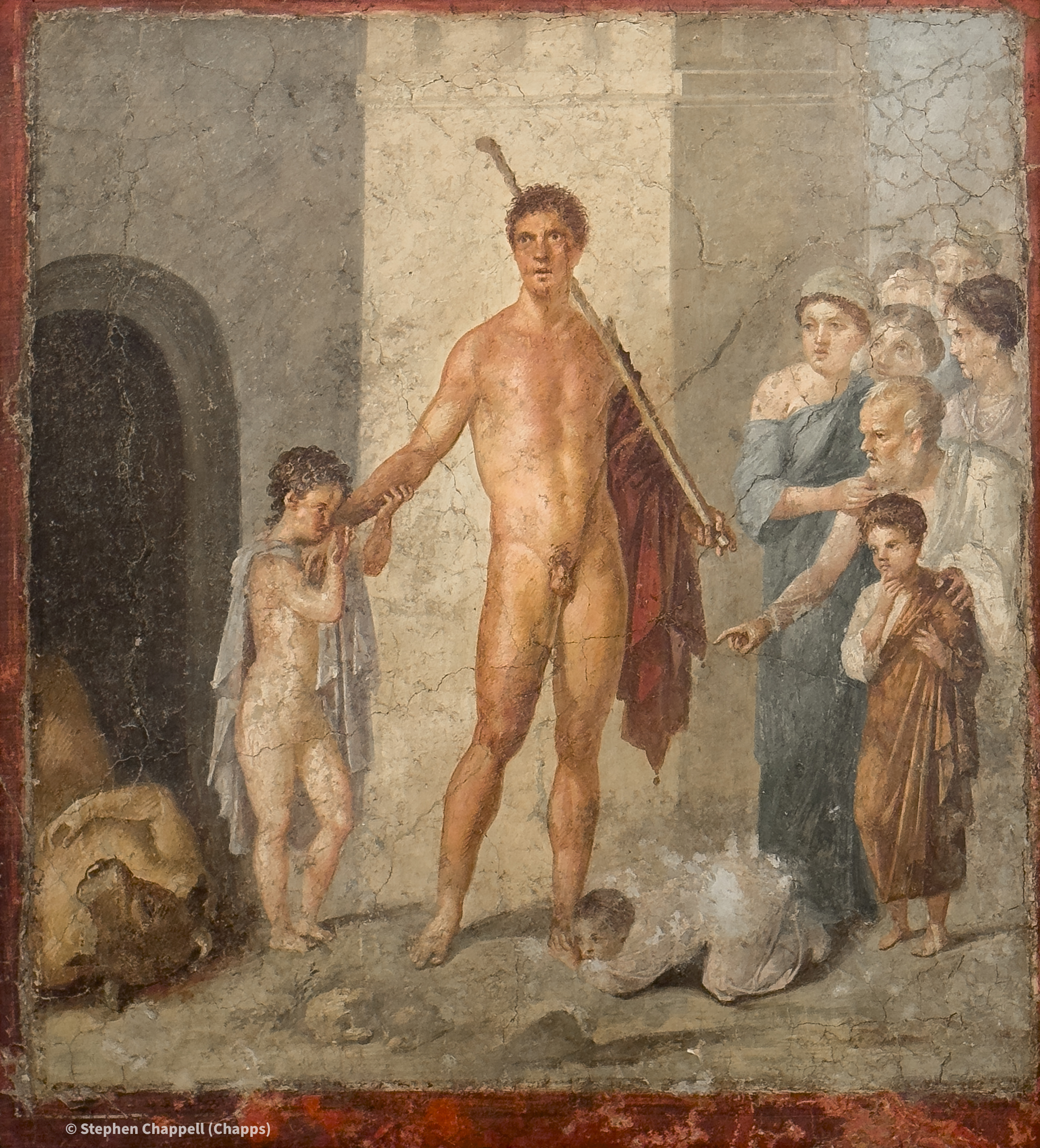
Theseus als Befreier

Bei der Casa di Gavio Rufo (Haus des Gavius Rufus) handelt es sich um ein Wohnhaus in Pompeji (VII.2.16), das 1867 ausgegraben wurde. Es ist vor allem durch einige Wandgemälde bekannt, die sich heute im Archäologischen Nationalmuseum Neapel befinden. Im Haus fanden sich sieben Leichen von Opfern des Vulkanausbruchs von 79 n. Chr. Der moderne Name des Hauses leitet sich von zwei Inschriften auf der Fassade (M. GAVI. DOMVS und RVFII VA(le)) ab, die als Name des Hauseigentümers gedeutet wurden. Dies ist nicht unumstritten. Gavius Rufus ist vielleicht auch von anderen Texten aus der Stadt bekannt.

## Beschreibung
Das Haus wird über die Fauces betreten. Der Eingang besteht aus Kalkstein mit Tuff-Kapitellen. Das Haus gehört somit zu den älteren der Stadt. Es wurde in augusteischer Zeit renoviert. Von den Fauces gelangt man in das Atrium, worauf ein großes Peristyl folgt. Unüblicherweise fehlt ein Tablinum. Das Haus ist reich mit Malereien und geometrischen Mosaiken dekoriert. Die besten Wandgemälde sind schon früh aus der Wand geschnitten worden und befinden sich heute in Neapel. Der Rest der Dekoration blieb vor Ort und ist heute zum Teil stark verblasst, obwohl einige Räume zum Schutz der Wandmalereien überdacht wurden. 
Ein Raum (Oecus f) neben dem Atrium ist im 2. Stil  ausgemalt und zeigt über einem Sockel Wandplatten, vor denen Säulen stehen. Im oberen Teil sind Bögen gemalt. Besonders reich ist Oecus o ausgemalt, der sich genau gegenüber den Fauces, am anderen Ende des Hauses, befindet. Hier befinden sich Malereien im 4. Stil und ein geometrisches Mosaik auf dem Fußboden. Die drei zentralen Wandgemälde befinden sich heute alle in Neapel. Ein Bild (Neapel Inv. Nr. 9043) zeigt Theseus als Befreier. Das zentrale Bild (Inv. Nr. 9449) auf der Rückwand zeigt Venus und Hesperus sowie Apollon. Das dritte Bild (Neapel Inv. 9044) zeigt die Hochzeit von Pirithous und Hippodamia. Lawrence Richardson Jr. vermutete, dass der sogenannte Dioscuri-Maler alle drei Wandgemälde ausführte.

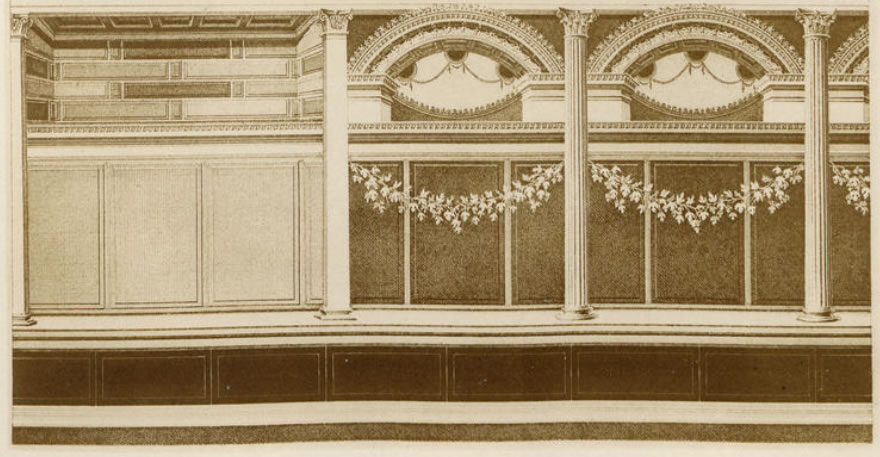
Wand im Oecus f, 2. Stil
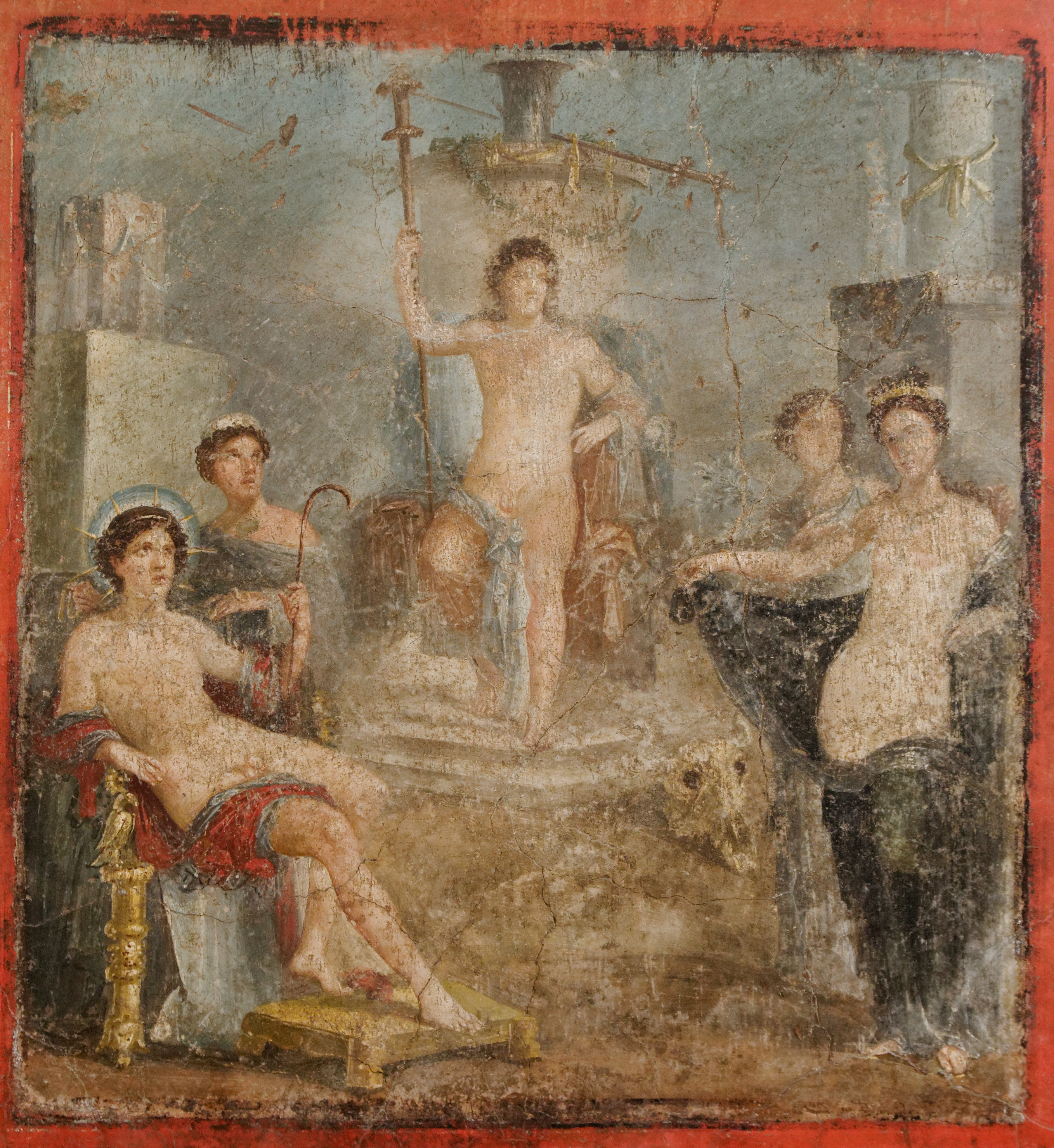
Venus und Hesperus
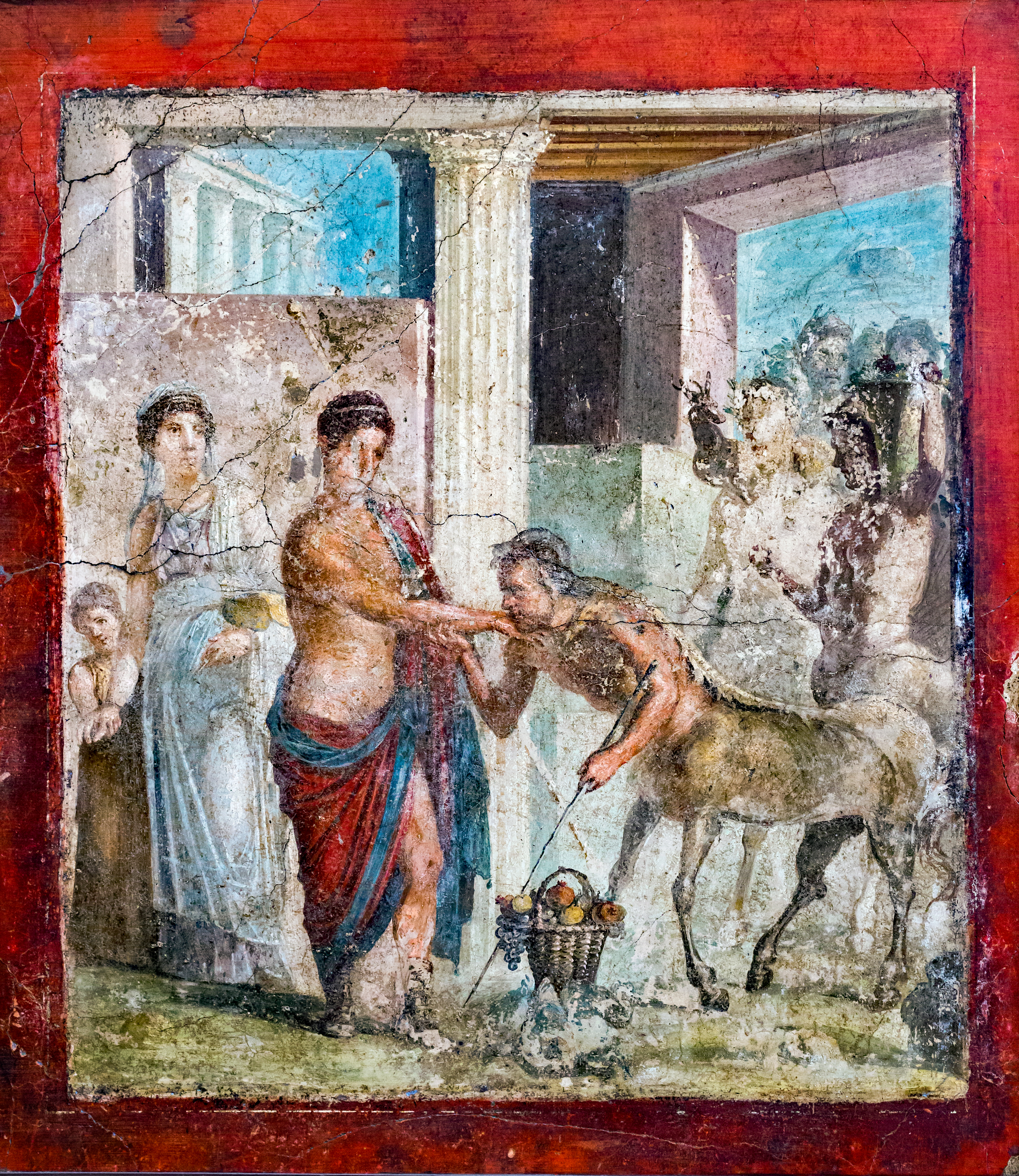
Pirithous und Hippodameia